# Carlos Talavera Ramírez
Carlos Talavera Ramírez (* 10. November 1923 in Mexiko-Stadt; † 2. Juli 2006) war ein mexikanischer Geistlicher und römisch-katholischer Bischof von Coatzacoalcos. 

## Leben
Carlos Talavera Ramírez empfing am 18. Dezember 1948 die Priesterweihe für das Erzbistum Mexiko.
Papst Johannes Paul II. ernannte ihn am 15. Januar 1980 zum Titularbischof von Aufinium und zum Weihbischof im Erzbistum Mexiko. Die Bischofsweihe spendete ihm der Erzbischof von Mexiko, Ernesto Kardinal Corripio y Ahumada, am 25. März desselben Jahres; Mitkonsekratoren waren der Koadjutorbischof von Aguascalientes, Alfredo Torres Romero, und Francisco María Aguilera González, Weihbischof im Erzbistum Mexiko.
Am 14. März 1984 ernannte ihn Papst Johannes Paul II. zum ersten Bischof des mit gleichem Datum errichteten Bistums Coatzacoalcos. Am 24. September 2002 nahm der Papst seinen altersbedingten Rücktritt an.